# Potrero, Zentla
Potrero är en ort i Mexiko.   Den ligger i kommunen Zentla och delstaten Veracruz, i den sydöstra delen av landet, 240 km öster om huvudstaden Mexico City. Potrero ligger 835 meter över havet och antalet invånare är 390.
Terrängen runt Potrero är varierad, och sluttar österut. Runt Potrero är det ganska tätbefolkat, med 90 invånare per kvadratkilometer. Närmaste större samhälle är Huatusco de Chicuellar, 14,9 km väster om Potrero. I omgivningarna runt Potrero växer huvudsakligen savannskog.